# Pere Caselles i Tarrats
Pere Caselles i Tarrats (Reus, 1 de novembre de 1864 - 28 de juliol de 1936) fou un arquitecte modernista.

## Biografia
Va estudiar a Barcelona i va obtenir el títol el 1889. El 1890 va restaurar l'església de Sant Ramon a la carretera del Morell (masia de Sant Ramon), i l'any següent fou arquitecte municipal de Terol i un any després de Reus, ja que l'arquitecte titular Sebastià Cabot havia mort i l'arquitecte interí Francesc Borràs va renunciar aquell any. Com a arquitecte municipal va ser ajudant de Domènech i Montaner quan aquest portava les obres de l'Institut Pere Mata, i gràcies a aquesta col·laboració, Caselles va conèixer de primera mà els conceptes i tècniques del modernisme. Va exercir com arquitecte a aquesta la ciutat quasi tota la seva vida i va crear diversos edificis que avui dia formen part del patrimoni modernista local. El 1922 fou nomenat director de l'Escola Municipal de Dibuix i Comerç. Va morir assassinat a trets prop del seu mas (Mas del Caselles) a la carretera de Sant Ramon, al començar la guerra civil. Té un carrer dedicat a Reus des de 1977 i el 1997 l'Ajuntament va crear un premi i medalla en la seva memòria. Pere Caselles va ser, sense cap dubte, el responsable de la construcció de la immensa majoria d'edificis modernistes de Reus. Però, donat el seu càrrec d'arquitecte municipal, que ocupà des de 1891 fins a 1930, no podia rebre encàrrecs privats per incompatibilitat. Per això molts dels seus plànols conservats a l'Arxiu Municipal, que provenen d'expedients de llicències d'obres, van signats per Pau Monguió, arquitecte de Tarragona de la seva promoció, que fou arquitecte municipal de Tarragona, Tortosa i Terol. Algunes obres tortosines de Monguió estan signades per Pere Caselles. És complicat documentar l'autoria d'alguns edificis, tot i que se sap per tradició oral. Per sort hi ha plànols que es conserven, perquè van ser lliurats als propietaris, que porten la signatura autèntica. A més, la Revista del Centre de Lectura de Reus publicà durant uns anys una sèrie d'articles signats per "El Bachiller estético" que informen de qui és l'autor d'alguns edificis privats. L'arxiu de Pere Caselles va ser destruït durant l'assalt del seu despatx el 1936, el mateix dia que fou assassinat, i el de Pau Monguió va ser destruït per una bomba, cosa que fa difícil estudiar la relació entre els dos arquitectes. Tenia la Creu de l'Orde d'Isabel la Catòlica.

## Obres
La immensa majoria de les obres existents d'aquest arquitectes són a Reus.
| Any de finalització de l'obra | Nom                                      | Ubicació                          | Notes | Estat    | Imatge                          |
| ----------------------------- | ---------------------------------------- | --------------------------------- | --- | -------- | ------------------------------- |
| 1889                          | Escorxador de Reus                       | c/ de l'Escorxador, s/n           | Va ser començat per Francesc Borràs. Actualment és la seu de la Biblioteca Central Xavier Amorós i de la Universitat Oberta de Catalunya (UOC). |          | Escorxador de Reus              |
| 1892                          | Casa Tarrats                             | c/ de Sant Joan, 11               | La casa de l'industrial Joan Tarrats i Homdedéu pertany al període premodernista i presenta una decoració neogòtica. Destaquen a la façana les figures mitològiques dels capitells i el gran segell del xamfrà, amb les inicials JT (Joan Tarrats). Construïda en diverses fases, la planta principal i l'escala uneixen la casa del núm. 9 amb la del núm. 11. La resta de plantes continuen essent independents. Cal destacar el menjador de la casa núm. 9, espectacularment modernista.                                                  |          | Casa Tarrats                    |
| 1893                          | Peu del monument al General Prim         | Plaça de Prim                     | El monument consta d'un gran pedestal rectangular aixecat sobre tres graons i coronat per una pronunciada cornisa descomposta en tres cossos superposats. |          | Monument al General Prim a Reus |
| 1896                          | Casa Sardà                               | Av. de Prat de la Riba, 41        | L'edifici, encarregat per l'escriptor Romà Sardà és d'estil neogòtic i neomudèjar. La façana, de reminiscències arabitzants (finestres d'arc trevolat), ens trasllada a l'època gòtica amb la decoració de rosetes, les mènsules de tema mitològic i les motllures circulars. |          | Casa Sardà                      |
| 1900                          | Casa Punyed                              | c/ de Llovera, 47-49              | Es tracta d'una de les façanes neogòtiques més belles de Pere Caselles. Propietat de la família Iglesias, se la coneix com a casa Punyed perquè havia allotjat la farmàcia Punyed durant més de setanta anys. A l'interior només hi resten el paviment hidràulic i algun vitrall. La façana del carrer Llovera, bellament ornamentada amb escuts de quatre barres, elements gòtics, a més de les cares grotesques que adornen els trencaaigües. L'element més purament modernista són les arcades d'entrada als baixos, d'estil Art Nouveau. |          | Casa Punyed                     |
| 1901                          | Casa Querol                              | c/ de Llovera, 17                 | Es tracta d'un edifici estret però molt equilibrat d'època modernista, propietat de l'advocat Ferran de Querol i Bofarull, a la façana, d'aire medieval, destaca l'escut heràldic dels Querol-Bofarull. |          | Casa Querol                     |
| 1903                          | Cal Carpa o Perfumeria Porta             | c/ de Monterols, 34               | És una mostra típica del Modernisme floral reusenc, especialment en els balcons i en els relleus de pedra. |          | Cal Carpa                       |
| 1904                          | Casa Laguna                              | c/ de Monterols, 15)              | La casa de Sixto Laguna és una explosió de color gaudiniana que recorda els dissenys de Jujol a la casa Batlló. La gran varietat de motius i tècniques ceràmiques emprada en una façana tan estreta li donen un encant molt especial. |          | Casa Laguna                     |
| 1904                          | Casa Munné                               | Raval de Martí Folguera, 2        | Coneguda també com Casa Abelló. La façana és elegant i equilibrada. L'element més destacat és el mirador de ferro i vidre sustentat per una columna amb capitell floral. |          | Casa Munné                      |
| 1905                          | Ca l'Anguera                             | Raval de Sant Pere, 43-45         | | Correcte | Ca l'Anguera                    |
| 1906                          | Estació Enològica                        | Passeig de Sunyer, 4-6            | La formen un edifici central amb frondosos jardins, annexos al voltant i un pati central. Pensat inicialment com a seu d'una Escola Nacional d'Agricultura, ha funcionat com a centre de recerca de tècniques vitivinícoles. |          | Estació Enològica de Reus       |
| 1908                          | Casa Sagarra                             | c/ de Sant Joan, 12-14            | Es tracta d'un edifici molt ben conservat i amb una profusa decoració a l'estil Art Nouveau francès. Consta d'una botiga als baixos i la resta són habitatges particulars. Destaquen els dragons esgrafiats en verd a banda i banda del balcó central del primer pis, les efígies femenines del quart pis i el treball de forja de les baranes. |          | Casa Sagarra                    |
| 1908                          | Casa Iglésies Òdena                      | c/ de Jesús, 3-5-7                | És un edifici de gran amplada i amb tres escales de veïns, d'estil plenament modernista, com es desprèn de l'abundant ornamentació en pedra amb motius vegetals, del treball de ferro dels balcons i de les portes de fusta treballada amb dibuixos coup de fouet. |          | Casa Iglésies Òdena             |
| 1908                          | Mas Vil·la Maria                         | Ctra. d'Alcolea, km 1             | Masia aïllada destinada a ús propi residencial, consta de dues plantes i golfes amb algunes de les característiques pròpies dels masos reusencs de l'època, com la torre-mirador i la loggia lateral. |          | Vil·la Maria                    |
| 1909                          | Casa Tomàs Jordi                         | c/ de Llovera, 19-21              | Es tracta d'una casa d'estil floral típic reusenc amb la peculiaritat dels rostres femenins situats a banda i banda del balcó del primer pis, i amb un entresòl de baranes ondulades. El coronament de maó no és l'original. |          | Casa Tomàs Jordi                |
| 1910                          | casa Pinyol                              | Pl. del Mercadal, 17              | També coneguda com els antics Magatzems El Sol, és un edifici modernista amb una decoració que es concentra als emmarcaments dels balcons, i especialment al coronament de l'edifici on es reprodueix un esquema decoratiu de formes arquitectòniques de grans proporcions que singularitzen l'edifici. |          | Casa Pinyol                     |
| 1910                          | Casa Grau Pla                            | Sant Joan, 32                     | També coneguda com la casa del Baró de Llorach, fou construïda l'any 1910 dins del Modernisme floral. És una de les edificacions més belles de Pere Caselles, coronada amb les dues figures mitològiques de dracs. A l'interior, es conserva un menjador modernista, obra de l'ebenista Oliva, i una saleta decorada en seda de moiré rosa. |          | Casa Grau-Pla                   |
| 1915                          | Reforma de la Casa de la Vila de Riudoms | Plaça de l'Om, Riudoms            | Reformada amb la construcció de l'escalinata central de marbre i reformes que li retornaren l'aspecte senyorial. |          | Casa de la Vila de Riudoms      |
| 1917                          | Escoles Prat de la Riba                  | Prat de la Riba, 36               | L'edifici presenta tots els tòpics del Modernisme. L'estil dels plafons ceràmics, obra de Francesc Labarta, és un indici del pas cap al Noucentisme. |          | Escoles Prat de la Riba         |
| 1922                          | Cementiri d'Almoster                     | Camí del Puig d'en Cama, Almoster | Petit recinte, gairebé quadrat, amb un accés a manera de portalada formada per l'arc de mig punt d'entrada, amb la dovella clau ressaltada, amb entaulament i frontó. |          | Cementiri d'Almoster            |
| 1913                          | Cal Gabriel Pujol                        | Riera de Miró, 41                 | |          | Cal Gabriel Pujol               |